# Mont-Noble
Mont-Noble – miejscowość i gmina (commune) w południowej Szwajcarii, w kantonie Valais, w okręgu (district) Hérens. Powstała 1 stycznia 2011 w wyniku połączenia gmin Mase, Nax i Vernamiège.

## Demografia
W Mont-Noble mieszka 1112 osób. W 2022 roku 9,6% populacji gminy stanowiły osoby urodzone poza Szwajcarią.